# Pierre Hennebelle
Pour les articles homonymes, voir Hennebelle.
Pierre Hennebelle est un peintre et pianiste de jazz français né à Croix dans le Nord le 1er août 1926 et mort le 17 août 2013 à Wasquehal.
Il fut l'un des protagonistes du groupe de Roubaix aux côtés de Jean Roulland, Eugène Dodeigne, Eugène Leroy, Paul Hémery, Arthur Van Hecke, Jacky Dodin, Marc Ronet.
Il fut aussi parmi les membres actifs de L'Atelier de la Monnaie à Lille, autour de Roger Frezin, Pierre Olivier, Lyse Oudoire, Jean-Pierre Dutour, Claude Vallois, Jean Brisy et Jean Parsy.

## Expositions

### Expositions personnelles
- 2009 Salon Contrastes, Roubaix
- 2002 Galerie Antoine Delerive, Lille
- 1997 Galerie Géry Spriet, Bondues
- 1993 Musée municipal, Le Touquet
- 1986 Aérodrome de Lesquin
- 1983 Galerie Mischkind, Lille
- 1980 Galerie Mège, Lille
- 1963 Galerie Renar, Roubaix
- 1961 Galerie Création, Roubaix
- 1960 Galerie Création, Roubaix
- 1958 MUba Eugène Leroy, Tourcoing

### Expositions de groupe
- 2011 La Galerie Dujardin (1905-1980) - L'art au XXe siècle à Roubaix, La Piscine, Musée d'art et d'industrie André Diligent
- 2007-2008 L'Atelier de la Monnaie, Lille artistique 1957-1972, Lille, Palais des beaux-arts
- 1997-1998 Le Groupe de Roubaix 1946-1970, Roubaix, Musée d'art et d'industrie
- 1995 Hommage à Jean Brisy céramiste, Lille
- 1988 Halte à l'immobilisme, Lille, Musée de l'Hospice Comtesse
- 1979 Hommes de Flandre, Tourcoing, Musée des beaux-arts
- 1969 Peinture sculpture contemporaine, Roubaix, hôtel de ville
- 1963 à 1968 Salon des réalités nouvelles, Paris

## Œuvres dans les musées
- Le Touquet, Musée du Touquet-Paris-Plage
- Roubaix, La Piscine, Musée d'art et d'industrie
- Tourcoing, Musée des beaux-arts Eugène Leroy